# Сонджон (6-й правитель Корё)
Сонджон (кор. 성종, 成宗, Seongjong) — 6-й правитель корейского государства Корё, правивший в 981—997 годах. Имя — Чхи (кор. 치, 昭, Chi). Второе имя — Онго.
Посмертные титулы — Канви чанхон кванхё хонмён янджон Муный-тэван.